# Повстання «вільних стрільців»

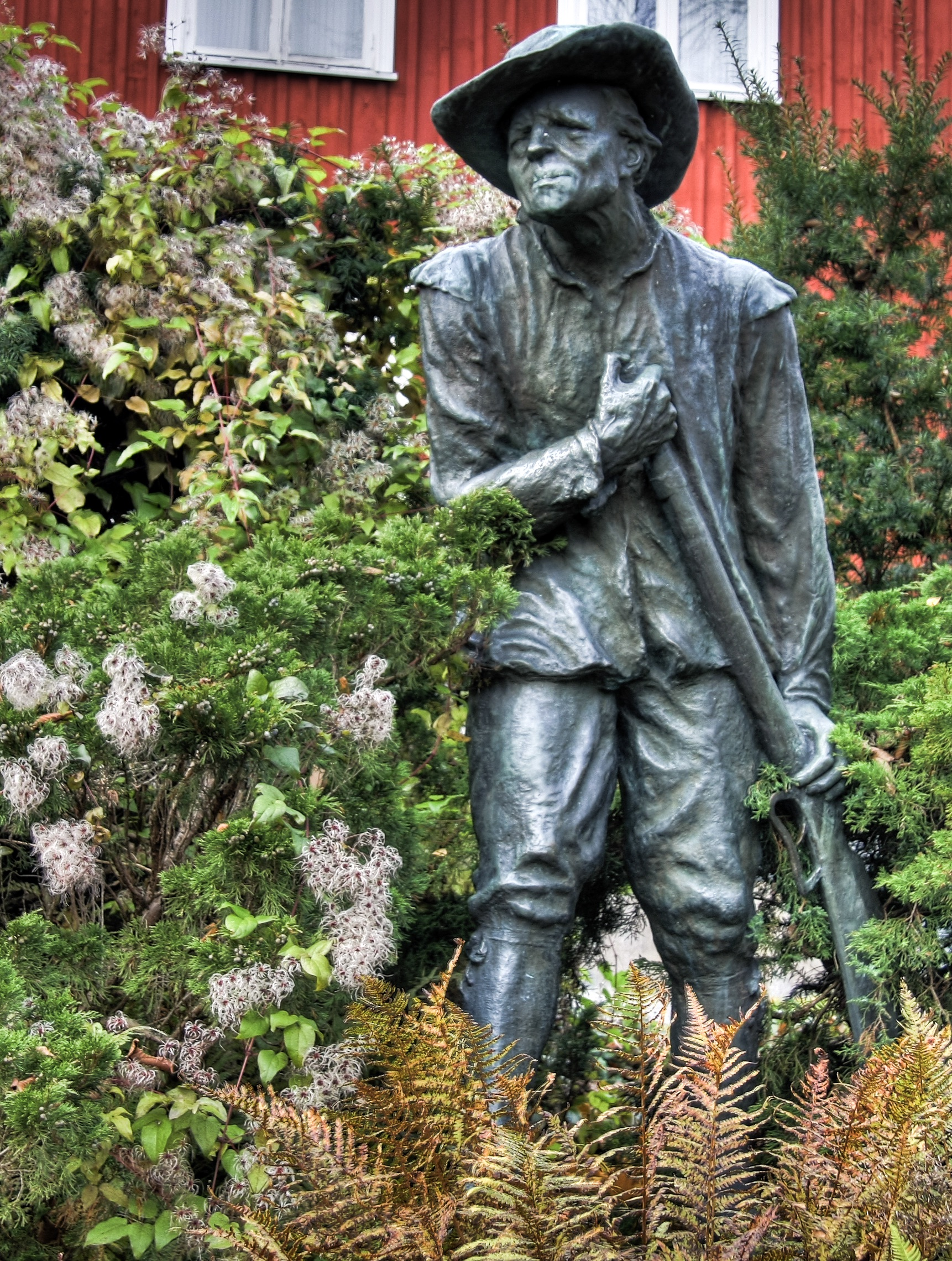
Статуя «Вільний стрілець» роботи А. Еббе в історико-краєзнавчому парку Хеслехольма

Повстання «вільних стрільців» — збройне повстання проти шведського панування в областях Сконе, Блекінзі і Галланді, яке спалахнуло під час дансько-шведської війни 1676—1679 років.

## «Снаппхане»
Причиною виникнення руху було невдоволення багатьох жителів Сконе, Блекінге і Галланда політикою шведських королів на недавно приєднаних до Швеції південних провінціях. Порушення традиційного самоврядування, «шведизація» руками північної адміністрації, розрив багатовікових зв'язків з Данією болісно сприймалися місцевим населенням. У підсумку, коли спалахнула війна між Данією і Швецією, симпатії багатьох жителів півдня, насамперед сконців, виявилися саме на стороні Данії.
Стихійно виниклі загони повстанців («вільні стрілки», «снаппхане») діяли за допомогою партизанської тактики, в деяких випадках повністю самостійно, іноді спираючись на допомогу данських кавалерійських загонів. Найчастіше їх вилазки були нападами на шведських фуражирів, знищення відсталих від війська солдат або невеликих загонів. Однак іноді «вільні стрілки» робили і більші акції — наприклад, 1678 року загін «вільних стрільців» захопив укріплений пункт Хьоньярум. Іншою великою акцією снаппхане було захоплення обозу, який перевозив військову скарбницю. Діяльність «вільних стрільців» істотно дестабілізувала шведський тил під час військових дій і шведські воєначальники вживали рішучі й часто жорстокі заходи, щоб припинити рух. Однак протягом Сконської війни цього зробити так і не вдалося. Мало того, насильства влади, грабежі жителів шведськими солдатами дратували населення ще більше, змушуючи його підтримувати «снаппхане».

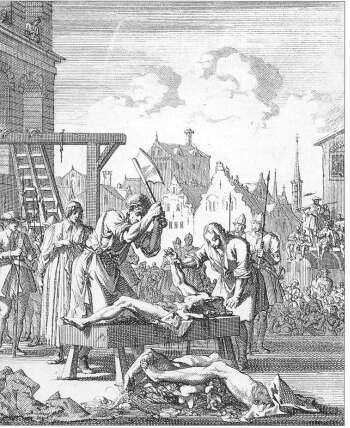
Страта повстанців

Опір шведської влади в південних областях не припинився навіть після того, як між Данією і Швецією був укладений Лундський мир, остаточно закріпив Сконе, Блекінге і Галланд за Швецією. Основним осередком «вільних стрільців» служило Сконе. Придавлюючи рух, шведські війська і адміністрація вдавалися до вкрай жорстоких заходів. Всіх схоплених «снаппхане» публічно стратили, іноді за допомогою колесування.  Для залякування тіла кілька днів забороняли знімати і ховати. Застосовувався також метод колективної відповідальності — за вбитого шведського солдата стратили якусь кількість жителів села, де сталося вбивство. Двори, хутора і маєтки, що належали «снаппхане» спалювалися, в непокірних селах ставилися на постій шведські гарнізони. Нарешті, жителів примусово приводили до присяги на Біблії шведському королю. Але навіть за допомогою подібних заходів було потрібно декілька років, щоб привести Сконе до повної покори.

## Образ «снаппхане»
Протягом довгого часу до учасників руху в шведській літературі культивувалося підкреслено презирливе ставлення — символом його служила сама спочатку зневажлива кличка «снаппхане» (snapphane — розбійник, мародер). Акцент шведськими істориками робився на тому, що рух інспірувався данцями, і тому був «зрадницьким», полягав в розбої, мародерстві, вбивствах шведських солдатів «з-за рогу» і т. д. Але в міру зростання регіоналістських настроїв в Європі, в тому числі й у Швеції, образ «снаппхане» значно змінився. 

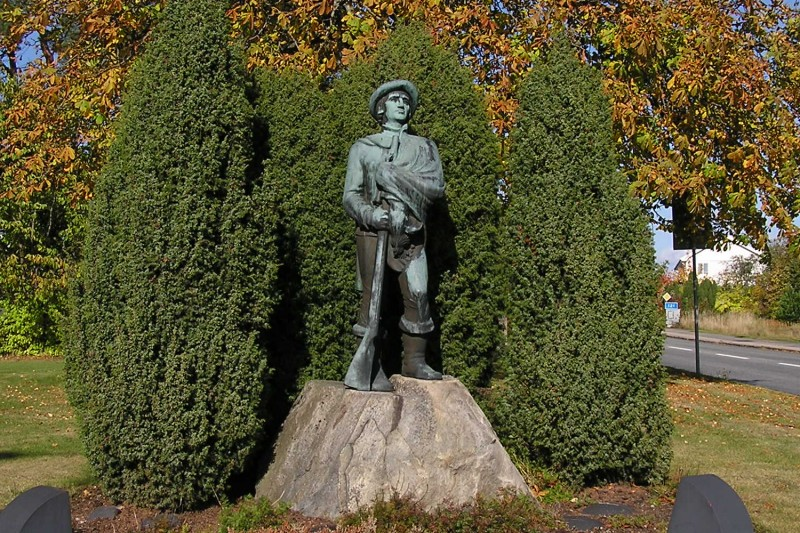

У самому Сконе з'явилися публікації, що висвітлювали рух «вільних стрільців» з точки зору місцевого Сконського патріотизму. У них вказувалося на широку народну підтримку руху, порушення шведською владою стародавнього самоврядування Сконе, свавілля і жорстокість щодо його населення. Відображенням цього нового образу «снаппхане» як захисника простих сконців стали пам'ятники «вільним стрільцям», туристичні маршрути «дорогами» снаппхане та ін.

## В кіно
- Snapphanar (1941)
- Вільні стрілки (Snapphanar, 2006)